# 4255 Спейсвотч
4255 Спейсвотч (4255 Spacewatch) — астероїд головного поясу, відкритий 4 квітня 1986 року.
Тіссеранів параметр щодо Юпітера — 3,035.